# Фізичний факультет БДУ
Фізичний факультет БДУ — один з найбільших факультетів головного університетуБілорусі. Заснований у 1958 році. Факультет складається з 12 кафедр, 11 науково-дослідчих лабораторій, Білоруського міжвишівського центру та обсерваторії. Крім того, проводяться фундаментальні та прикладні дослідження, а також промислові, технологічні та інші розробки.

## Історія
У 1922 році на педагогічному факультеті Білоруського державного університету було відкрито фізико-математичне відділення. У 1933 році фізико-математичне відділення було перетворене на фізико-математичний факультет. У 1938 році фізико-математичний факультет включав чотири кафедри: загальної фізики (завідувач кафедри — доцент І. Г. Некрашевич), теоретичної фізики (завідувач кафедри — доцент Ф. І. Федоров), радіофізики (завідувач кафедри — доцент І. П. Шапіра), електромагнітних коливань (завідувач кафедри — професор Є. В. Снятков).

### Декани

#### Педагогічний факультет
- 1922—1924 — Петосін Йосип Степанович, завідувач фізико-математичного і природознавчого відділення;
- 1924—1931 — Успенський Євген Костянтинович, завідувач фізико-математичного і природознавчого відділення.

#### Фізико-математичний факультет
- 1931—1935 — Успенський Євген Костянтинович
- 1935—1936 — Гельфанд Аарон Вольфович
- 1936—1939 — Шапира Йосип Пинхусович
- 1939—1941 — Сагалович Григорій Наумович
- 1941—1951 — Федоров Федір Іванович
- 1951—1952 — Пахута Станіслав Антонович
- 1952—1957 — Халімонович Михайло Пантелеймонович
- 1957—1958 — Супруненко Дмитро Олексійович

#### Фізичний факультет
- 1958—1962 — Халімонович Михайло Пантелеймонович
- 1962—1963 — Валадзько Леонід Вікентійович
- 1963—1979 — Зяцьков Іван Павлович
- 1979—1986 — Шпілевський Едуард Михайлович
- 1986—1988 — Гайсьонак Віктор Анатолійович
- 1988—1997 — Кліщанко Анатолій Петрович
- 1997—2018 — Оніщук Віктор Михайлович
- з 2018 — Циванов Михайло Сергійович

### Випускники
Відомі випускники фізичного факультету, лауреати Ленінської премії та Державної премії СРСР:
- Арцимович Лев Андрійович
- Борисевич Микола Олександрович
- Рубінов Анатолій Миколайович
- Севчанко Антон Ничипорович
- Федоров Федір Іванович.

Серед випускників факультету — понад 20 академіків та членів-кореспондентів Академії наук СРСР та Академії наук БРСР, 6 лауреатів Ленінської премії, понад 50 лауреатів Державних премій.

#### Академіки Національної академії наук Білорусі
- Федоров Федір Іванович
- Кисельовський Леонід Іванович
- Бойко Борис Борисович
- Бокуць Борис Васильович
- Пилипович Володимир Антонович
- Валадзько Леонід Вікентійович
- Опанасович Павло Андрійович
- Рубінов Олександр Сергійович
- Рубінов Анатолій Миколайович
- Бураков Віктор Семенович
- Гончаренко Андрій Маркович
- Гуринович Георгій Павлович
- Войтович Олександр Павлович

#### Політики
- Шушкевич Станіслав Станіславович (фізико-математичний факультет)

#### Бізнесмени
- Красовський Анатолій Степанович
- Кислий Віктор Володимирович, засновник Wargaming.net
- Леонід Лознер, співзасновник EPAM Systems

## Навчальний процес
На фізичному факультеті навчання проходить за спеціальністю «H.01.02.00. — Фізика». Випускники можуть отримати кваліфікацію «Фізик-дослідник»,«Фізик-інженер»,«Фізик-менеджер»,«Фізик-викладач фізики та інформатики», диплом бакалавра та магістра. В рамках цієї спеціалізації 11 кафедр можуть проводити навчання за 33 спеціалізаціями:
1. теоретична фізика
2. фізична оптика
3. фізика твердого тіла
4. біофізика
5. лазерна фізика та спектроскопія
6. фізика напівпровідників та діелектриків
7. теплофізика
8. енергетична фізика
9. ядерної фізики та електроніки
10. атомна фізика та фізична інформатика
11. фізика захисних покриттів
12. медична біофізика
13. раціональна енергія
14. мікроелектроніка
15. фізична метрологія та автоматизація експериментів
16. фізика ядерних реакторів та атомних електростанцій
17. фізика взаємодії іонізуючого випромінювання з речовиною
18. ядерна безпека
19. комп’ютерне моделювання фізичних процесів
20. нові матеріали та технології
21. вакуумна технологія
22. лазерна технологія
23. методика викладання фізики та інформатики
24. біомедична оптика
25. тренувальний фізичний експеримент
26. прикладна спектроскопія
27. радіаційне матеріалознавство
28. фізика неруйнівного контролю
29. фізика алмазу та надтвердих матеріалів
30. фізична інформатика
31. фізика пучків заряджених частинок та прискорювачів
32. радіаційна біофізика
33. спектрометрія та дозиметрія ядерного випромінювання

### Академіки, які викладали на факультеті
- Бойко Борис Борисович
- Валадзько Леонід Вікентійович
- Рубінов Олександр Сергійович
- Федоров Федір Іванович
- Сірата Микола Миколайович
- Красін Андрій Капітонович
- Чаранкевич Сергій Миколайович

## Структура факультету

### Кафедри
- Кафедра загальної фізики
- Кафедра вищої математики та математичної фізики
- Кафедра біофізики
- Кафедра лазерної фізики та спектроскопії
- Кафедра комп’ютерного моделювання
- Кафедра енергофізики
- Кафедра методики викладання фізики та інформатики
- Кафедра фізики твердого тіла
- Кафедра фізики напівпровідників та наноелектроніки
- Кафедра фізичної оптики та прикладної інформатики
- Кафедра ядерної фізики
- Кафедра теоретичної фізики та астрофізики

### Науково-дослідчі лабораторії
1. Фізика іонно-плазмової модифікації твердих тіл
2. Фізика та інженерія напівпровідників
3. Іонна імплантація високих енергій та функціональна діагностика
4. Напівпровідникова спектроскопія
5. Фізика електронних матеріалів
6. Нелінійна оптика та спектроскопія
7. Діелектрична спектроскопія гетерогенних систем
8. Біоаналітичні системи
9. Біофізика та біотехнології
10. Клітинна інженерія та нанобіотехнології
11. Науковий інструментарій
12. Спектроскопічні системи
13. Енергоефективні матеріали та технології

## Рейтинги
БДУ — єдиний білоруський університет, представлений у престижних світових рейтингах: QS («Фізика та астрономія») та THE («Фізичні науки»).